# Drummuir Castle
Drummuir Castle ist ein Herrenhaus in der schottischen Ortschaft Drummuir in der Council Area Moray. 1972 wurde das Bauwerk in die schottischen Denkmallisten zunächst in der Kategorie B aufgenommen. Die Hochstufung in die höchste Denkmalkategorie A erfolgte 1988. Von den zahlreichen Außengebäuden sind der Gutshof und das Torhaus separat als Kategorie-B-Bauwerke geschützt.

## Geschichte
Bauherr das Herrenhauses war der Admiral Archibald Duff. Er ließ das Gebäude von 1846 bis 1847 errichten, wobei Gesamtkosten in Höhe von rund 10.000 £ aufliefen. Für den Entwurf zeichnet der im nahegelegenen Elgin ansässige schottische Architekt Thomas Mackenzie verantwortlich. Mit einer Überarbeitung im Jahre 1865 wurde Alexander Reid betraut.
Der Gutshof wurde erst 1858 errichtet. Einen ursprünglichen Plan von William Smith überarbeitete William Bruce vor dem Bau. Ursprünglich als Kategorie-C-Bauwerk klassifiziert, wurde der Gutshof 1998 in die Denkmalkategorie B hochgestuft.
Das Torhaus entstand im Jahre 1897. Möglicherweise lieferte Alexander Reid, der im März desselben Jahres verstarb, den Entwurf.

## Beschreibung
Drummuir Castle steht inmitten eines weitläufigen Anwesens rund einen Kilometer westlich von Drummuir am gegenüberliegenden Ufer des Isla. Das mit Ecktourellen ausgeführte Herrenhaus ist burgähnlich ausgestaltet. Es zeigt verschiedentlich tudorgotische Motive, in Form von Tudorbögen und Maßwerken. Die Innenräume sind aufwändig ausgestaltet. Das oktogonale Vestibül weist starke Parallelen zu jenem von Taymouth Castle auf.

## Gutshof
Der 300 Meter nordöstlich des Herrenhauses gelegene Gutshof besteht aus vier länglichen Gebäuden, die einen Innenhof allseitig umschließen. Das zweigeschossige Bauwerk ist im Scottish-Baronial-Stil ausgeführt. Seine Fassaden sind mit Harl verputzt, wobei Natursteineinfassungen abgesetzt sind. Sowohl an der Südwest- als auch an der Südostseite führen rundbogige Torwege auf den Innenhof. Darüber sind Taubenhäuser eingerichtet. An der Südkante tritt ein runder Turm mit Kegeldach heraus.  Sämtliche Dächer sind mit Schiefer eingedeckt. Die Giebel sind als Staffelgiebel ausgeführt.

## Torhaus
Das rund 500 Meter nordöstlich des Herrenhauses befindliche Torhaus flankiert die Torzufahrt des Hauptzufahrtweges zu Drummuir Castle. Das einstöckige Gebäude ist burgähnlich zinnenbewehrt. Markant ist der zweistöckige oktogonale Turm, der straßenseitig aus der Fassade heraustritt. Das Torhaus schließt mit einem schiefergedeckten Walmdach. Die Torpfeiler mit ihren pyramidalen Kappen sind erhalten, tragen jedoch kein Tor mehr.